# Những ngọn cờ trên tháp
Những ngọn cờ trên tháp (tiếng Nga: Флаги на башнях) là một cuốn tiểu thuyết tâm lý giáo dục của nhà văn Anton Makarenko, ra đời năm 1938.

## Chuyển thể
- Những ngọn cờ trên tháp (phim, 1958)